# 故事形態學
《故事形態學》（俄语：Морфология сказки）是結構主義學者與民俗學家弗拉基米尔·雅可夫列维奇·普罗普的一部著作，第一版發行於1928年。「故事形態學」同時也是他創建的一種針對故事學的研究方法。其方法的重點在於考察「神奇故事」這種民間文學的形態規律與法則。故事形態學的特色在於使用兩種公式化的方式，拆解特定100個俄羅斯民間故事（多屬於AT分類中的300-749號）後，做出一套完整的規則。這兩套方法分別為：「三十一種角色功能項（Функция）」與「角色行動圈（круги действий）」。